# 小斑叶兰
小斑叶兰（学名：Goodyera repens）为兰科斑叶兰属下的一个种。

## 扩展阅读
- 維基物種上的相關：小斑叶兰